# プラフスク
座標: 北緯53度42分34秒 東経37度17分31秒 / 北緯53.70944度 東経37.29194度

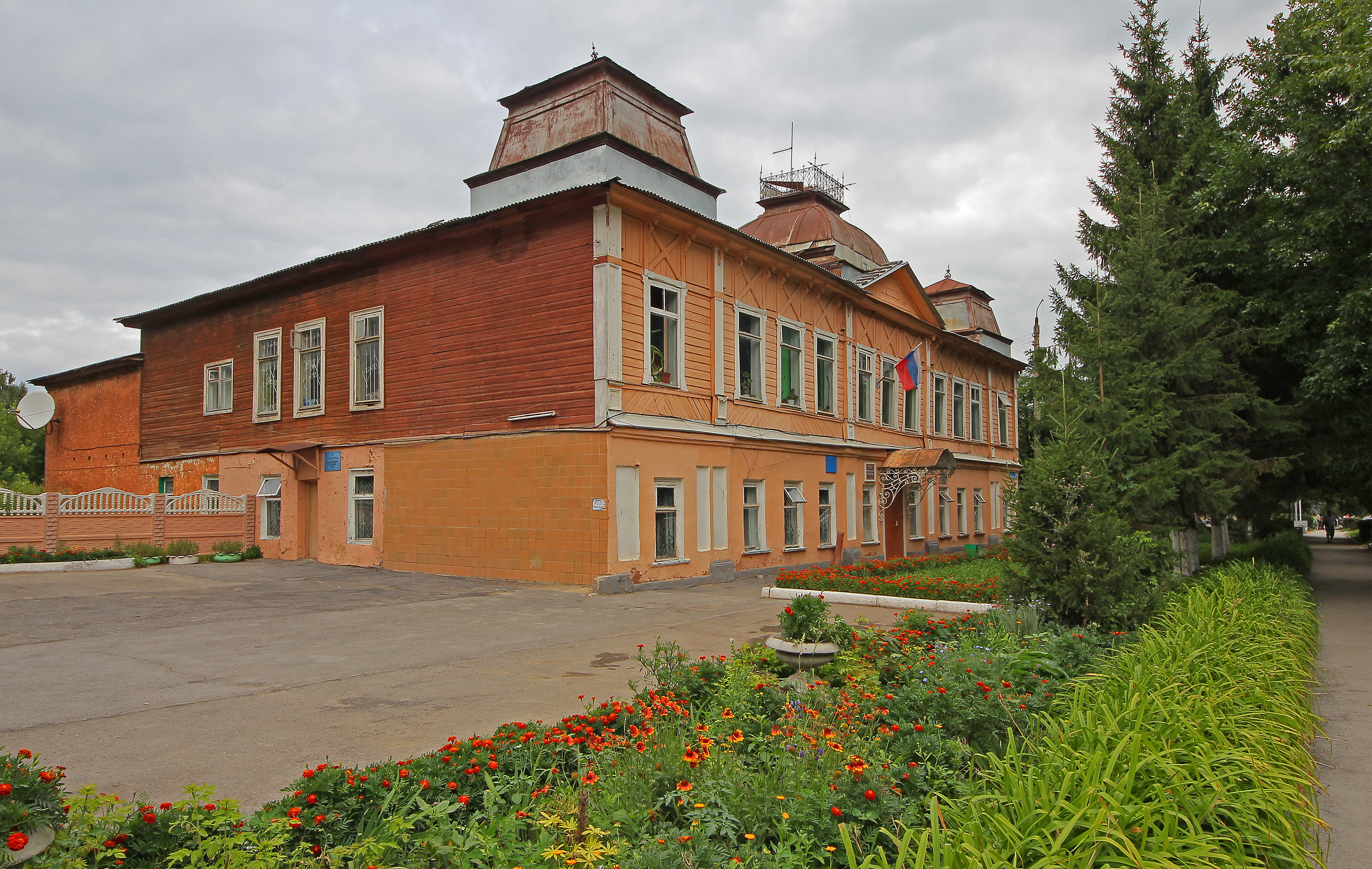

プラフスク（ロシア語: Плавск、ラテン文字表記の例: Plavsk）は、ロシアのトゥーラ州にある町。人口は1万6893人（2021年）。州都トゥーラから南西へ60kmで、M2幹線道路が走る。最寄の町は、M2幹線道路沿線のシチョーキノのほか、ソヴェツクやリプキなどで、いずれも北東35km前後の位置にある。中央ロシア高地の北部に位置し、町および周囲の地形は丘が多い。オカ川の支流プラヴァ川（Плава）が流れる。

## 歴史
プラフスクが最初に記録登場するのは1540年のことであり、当時はモスクワ大公国の南部国境をクリミア・ハン国などの侵略や遊牧民の襲撃から守る要塞の村であった。1762年、皇帝エカチェリーナ2世がプラフスク周辺をセルゲイ・セルゲーヴィチ・ガガーリンに与えたことから、セルギイェフスコエ（Сергиевское）と改名した。
モスクワからトゥーラを経てクルスク方面へ伸びる街道に位置していたので周囲の農産物の交易で栄え、特に19世紀後半に鉄道が開通すると産業の集積も始まった。ガガーリン家の造った穀物加工工場のほか、1885年に鉄工所ができ、これがこの町の主要な企業となった。1926年には市となりプラフスクの旧名に戻されたが、すぐに村に戻った。その後1935年に都市型集落となり、1949年に再度市となった。
1986年のチェルノブイリ原子力発電所事故では、プラフスク周辺に線量の比較的強い放射性降下物が降り、周囲の土壌からはセシウム137などが検出された。

## 産業・交通
プラフスクは農業地帯であり、大きな産業は少ない。1885年創業の金属工場（Смычка社）が、機械製造などを行い現在もこの町の主要工場となっている。
モスクワからトゥーラ、オリョール、クルスクを通ってクリミア半島（ウクライナ）のシンフェロポリへ向かうM2幹線道路が走る。同じ区間を結ぶように鉄道幹線も走っている。